# Congreso Constituyente de México de 1917
El Congreso Constituyente de México de 1917 fue el órgano electo para redactar una nueva constitución para México, estuvo en funciones del 1 de diciembre de 1916 al 31 de enero de 1917, y su sede fue el Gran Teatro Iturbide (Hoy Teatro de la República) de la ciudad de Santiago de Querétaro, Querétaro. El 5 de febrero de 1917 se promulgó oficialmente la Constitución Política de los Estados Unidos Mexicanos, mediante la firma de Venustiano Carranza, entonces Primer Jefe del Ejército Constitucionalista.
No existe legislatura alguna que pueda comparársele al Congreso Constituyente de Querétaro en el número de publicaciones ni en las corrientes revisionistas generadas en torno de sus interpretaciones. La trascendencia de esta asamblea se fincó por la naturaleza de sus trabajos, pues sus diputados se reunieron exclusivamente para cimentar las bases jurídicas de un nuevo Estado.

## Antecedentes
El primer antecedente de la obra constitucionalista de la Revolución Mexicana es la Constitución de 1857. 
La Revolución de 1910, tuvo dos vertientes de protesta para evocar el régimen institucional al que dio origen, y que se complementa la una de la otra. La primera de ellas, la reiteración de los principios de la democracia liberal; y la segunda, el cambio del orden económico social.
Diversos documentos históricos, visualizados como programas y planes a principios de siglo, apoyaron lo que daría nacimiento a las raíces de la ideología revolucionaria, puntualizando en las reformas políticas, económicas y sociales.
- Programa del Partido Liberal de 1906.
- Programa del Centro de Antirreleccionista de 1909.
- Plan de San Luis de 1910.
- Plan Político Social de 1911.
- Plan de Texcoco de 1911.
- Plan de Ayala de 1911
- Plan de Santa Rosa de 1912.

### Convocatoria al Congreso Constituyente[2]
Surge del movimiento constitucionalista dirigido por Carranza, el 24 de septiembre de 1913 sugiere reformar la Constitución de 1857, se considera la escasez de leyes que favorezcan al campesino y al obrero.
La victoria del gobierno constitucionalista lo obligó a emprender prontos y radicales cambios políticos, puesto que para 1916 no había ya pretexto para que se prolongara el llamado periodo preconstitucional. Sin embargo, la simple restauración de la Constitución de 1857 no dejaba satisfechos a los ideólogos constitucionalistas, sabedores de que, o las elevaban por decreto o quedarían al margen todas las leyes y normas elaboradas por ellos mismos durante los años revolucionarios de 1914 y 1915. Así, con una estrategia bien diseñada, a principios de 1916 comenzó a difundirse la idea de que lo conducente era elaborar una nueva constitución que incorporara los compromisos sociales adquiridos y los cambios políticos que exigía el Estado posrevolucionario.
Una vez vencido a las facciones revolucionarias rivales y controlar la mayor parte del país, el 14 de septiembre de 1916, promulgó el decreto de reformas al Plan de Guadalupe con la finalidad de la Reunión de un Congreso Constituyente. El mismo año, pero el 22 de octubre expide el decreto por el que llama a los constituyentes a reunirse en Querétaro el 20 de noviembre.

## Los Constituyentes
En términos preparativos, lo que más preocupó y ocupó a don Venustiano fue que llegara a Querétaro una amplia mayoría de simpatizantes suyos, en concreto colaboradores del aparato gubernamental, ya fuera de nivel local o federal. Hombre memorioso, tenía muy presente que la Convención, con una mayoría de elementos contrarios a él, habría terminado por declararle la guerra. En Querétaro no podía repetirse dicho enfrentamiento. Por eso decidió que el Congreso Constituyente no solamente estuviera conformado por constitucionalistas, sino que predominaran los carrancistas. Puesto que dicha filiación no era una garantía absoluta, para evitar que al paso de las semanas aumentara su autonomía o disminuyera su lealtad, don Venustiano decidió que la Asamblea durara dos meses. Además, procuró que se presentara también el mayor número de constitucionalistas que tuvieran experiencia legislativa.
El 22 de octubre se efectuaron las elecciones para elegir diputados al Constituyente. El primero de diciembre de 1916, ante la presencia de 151 diputados, declaró abierto el periodo único de sesiones.
| Estado / Territorio       | Distrito | Diputado                                   | Partido | Estado / Territorio | Distrito | Diputado                                         | Partido |
| ------------------------- | -------- | ------------------------------------------ | ------- | ------------------- | -------- | ------------------------------------------------ | ------- |
| Aguascalientes            | 1        | Aurelio L. González                        |         | Michoacán           | 7        | Salvador Álcaraz Romero                          |         |
| Aguascalientes            | 2        | Daniel Cervantes Gutiérrez                 |         | Michoacán           | 8        | Pascual Ortiz Rubio                              |         |
| Baja California, Terr. de | 1        | Ignacio Roel Treviño                       |         | Michoacán           | 9        | Martín Castrejón                                 |         |
| Campeche                  | 1        | Juan Zurbarán Capmany                      |         | Michoacán           | 10       | Alberto Alvarado                                 |         |
| Campeche                  | 2        | Herminio Pérez Abreu                       |         | Michoacán           | 11       | José Álvarez y Álvarez                           |         |
| Chiapas                   | 1        | Enrique Suárez                             |         | Michoacán           | 12       | José Silva Herrera                               |         |
| Chiapas                   | 2        | Enrique D. Cruz                            |         | Michoacán           | 13       | Rafael Márquez                                   |         |
| Chiapas                   | 3        | No se eligió diputado                      |         | Michoacán           | 14       | Amadeo Betancourt                                |         |
| Chiapas                   | 4        | No se eligió diputado                      |         | Michoacán           | 15       | Francisco J. Múgica                              |         |
| Chiapas                   | 5        | Cristóbal L. Castillo                      |         | Michoacán           | 16       | Jesús Romero Flores                              |         |
| Chiapas                   | 6        | J. Amilcar Vidal                           |         | Michoacán           | 17       | Florencio G. González                            |         |
| Chiapas                   | 7        | Daniel A. Zepeda                           |         | Morelos             | 1        | Antonio Garza Zambrano                           |         |
| Chihuahua                 | 1        | No se eligió diputado                      |         | Morelos             | 2        | José L. Gómez                                    |         |
| Chihuahua                 | 2        | Manuel M. Prieto                           |         | Morelos             | 3        | Álvaro L. Alcázar                                |         |
| Chihuahua                 | 3        | No se eligió diputado                      |         | Nuevo León          | 1        | Manuel Amaya                                     |         |
| Chihuahua                 | 4        | No se eligió diputado                      |         | Nuevo León          | 2        | Nicéforo Zambrano                                |         |
| Chihuahua                 | 5        | No se eligió diputado                      |         | Nuevo León          | 3        | Luis Ilizaliturri                                |         |
| Chihuahua                 | 6        | No se eligió diputado                      |         | Nuevo León          | 4        | Ramón Gómez                                      |         |
| Coahuila                  | 1        | Manuel Aguirre Berlanga                    |         | Nuevo León          | 5        | Reynaldo Garza                                   |         |
| Coahuila                  | 2        | Ernesto Meade Fierro                       |         | Nuevo León          | 6        | Agustín Garza González                           |         |
| Coahuila                  | 3        | José María Rodríguez y Rodríguez           |         | Oaxaca              | 1        | Salvador González Torres                         |         |
| Coahuila                  | 4        | Jorge Von Versen                           |         | Oaxaca              | 2        | Israel del Castillo                              |         |
| Coahuila                  | 5        | Manuel Cepeda Medrano                      |         | Oaxaca              | 3        | Leopoldo Payán                                   |         |
| Colima                    | 1        | Francisco Ramírez Villarreal               |         | Oaxaca              | 4        | Luis Espinosa                                    |         |
| Distrito Federal          | 1        | Ignacio L. Pesqueira                       |         | Oaxaca              | 5        | No se eligió diputado                            |         |
| Distrito Federal          | 2        | Lauro López Guerra                         |         | Oaxaca              | 6        | No se eligió diputado                            |         |
| Distrito Federal          | 3        | Gerzayn Ugarte                             |         | Oaxaca              | 7        | No se eligió diputado                            |         |
| Distrito Federal          | 4        | Amador Lozano                              |         | Oaxaca              | 8        | No se eligió diputado                            |         |
| Distrito Federal          | 5        | Félix Fulgencio Palavicini                 |         | Oaxaca              | 9        | Manuel Herrera                                   |         |
| Distrito Federal          | 6        | Rafael Martínez                            |         | Oaxaca              | 10       | No se eligió diputado                            |         |
| Distrito Federal          | 7        | Rafael L. de los Ríos                      |         | Oaxaca              | 11       | Manuel García Vigil                              |         |
| Distrito Federal          | 8        | Arnulfo Silva                              |         | Oaxaca              | 12       | Porfirio Sosa                                    |         |
| Distrito Federal          | 9        | Antonio Norzagaray Ángulo                  |         | Oaxaca              | 13       | No se eligió diputado                            |         |
| Distrito Federal          | 10       | Fernando Vizcaíno                          |         | Oaxaca              | 14       | Celestino Pérez                                  |         |
| Distrito Federal          | 11       | Ciro B. Ceballos                           |         | Oaxaca              | 15       | Crisóforo Rivera Cabrera                         |         |
| Distrito Federal          | 12       | Alfonso Herrera                            |         | Oaxaca              | 16       | Genaro López Miro                                |         |
| Durango                   | 1        | Silvestre Dorador                          |         | Puebla              | 1        | Daniel Gómez                                     |         |
| Durango                   | 2        | Rafael Espeleta                            |         | Puebla              | 2        | Rafael Cañete                                    |         |
| Durango                   | 3        | Antonio Gutiérrez Rivera                   |         | Puebla              | 3        | Miguel Rosales                                   |         |
| Durango                   | 4        | Fernando Castaños                          |         | Puebla              | 4        | Gabriel Rojano                                   |         |
| Durango                   | 5        | Fernando Gómez Palacio                     |         | Puebla              | 5        | David Pastrana Jaimes                            |         |
| Durango                   | 6        | Alberto Terrones Benítez                   |         | Puebla              | 6        | Froilán C. Manjarrez                             |         |
| Durango                   | 7        | Jesús de la Torre                          |         | Puebla              | 7        | Antonio de la Barrera                            |         |
| Guanajuato                | 1        | Ramón Frausto                              |         | Puebla              | 8        | José Rivera                                      |         |
| Guanajuato                | 2        | Vicente M. Valtierra                       |         | Puebla              | 9        | Epigmenio A. Martínez                            |         |
| Guanajuato                | 3        | José Natividad Macías                      |         | Puebla              | 10       | Pastor Rouaix                                    |         |
| Guanajuato                | 4        | Dr. Anastasio López Escobedo               |         | Puebla              | 11       | Luis T. Navarro                                  |         |
| Guanajuato                | 5        | David Peñaflor                             |         | Puebla              | 12       | Porfirio del Castillo                            |         |
| Guanajuato                | 6        | José Villaseñor Lomelí                     |         | Puebla              | 13       | Federico Dinorín                                 |         |
| Guanajuato                | 7        | Antonio Madrazo                            |         | Puebla              | 14       | Gabino Bandera y Mata                            |         |
| Guanajuato                | 8        | Hilario Medina                             |         | Puebla              | 15       | Leopoldo Vázquez Mellado                         |         |
| Guanajuato                | 9        | Manuel G. Aranda Valdivia                  |         | Puebla              | 16       | Gilberto de la Fuente                            |         |
| Guanajuato                | 10       | Enrique Colunga                            |         | Puebla              | 17       | Alfonso Cabrera                                  |         |
| Guanajuato                | 11       | Ignacio López                              |         | Puebla              | 18       | José Verástegui                                  |         |
| Guanajuato                | 12       | Alfredo Robles Domínguez                   |         | Querétaro           | 1        | Juan N. Frías                                    |         |
| Guanajuato                | 13       | Fernando Lizardi                           |         | Querétaro           | 2        | Ernesto Perusquía                                |         |
| Guanajuato                | 14       | Nicolás Cano                               |         | Querétaro           | 3        | José María Truchuelo                             |         |
| Guanajuato                | 15       | Gilberto M. Navarro                        |         | San Luis Potosí     | 1        | Samuel de los Santos                             |         |
| Guanajuato                | 16       | Luis Fernández Martínez                    |         | San Luis Potosí     | 2        | Arturo Méndez                                    |         |
| Guanajuato                | 17       | No se eligió diputado                      |         | San Luis Potosí     | 3        | Rafael Cepeda                                    |         |
| Guanajuato                | 18       | Carlos Ramírez Llaca                       |         | San Luis Potosí     | 4        | Rafael Nieto Compeán                             |         |
| Guerrero                  | 1        | Fidel Jiménez                              |         | San Luis Potosí     | 5        | Dionisio Zavala                                  |         |
| Guerrero                  | 2        | Fidel R. Guillén                           |         | San Luis Potosí     | 6        | Gregorio A. Tello                                |         |
| Guerrero                  | 3        | No se eligió diputado                      |         | San Luis Potosí     | 7        | Julián Ramírez y Martínez                        |         |
| Guerrero                  | 4        | No se eligió diputado                      |         | San Luis Potosí     | 8        | No se eligió diputado                            |         |
| Guerrero                  | 5        | No se eligió diputado                      |         | San Luis Potosí     | 9        | No se eligió diputado                            |         |
| Guerrero                  | 6        | Francisco Figueroa Mata                    |         | San Luis Potosí     | 10       | Rafael Curiel Gallegos                           |         |
| Guerrero                  | 7        | No se eligió diputado                      |         | Sinaloa             | 1        | Pedro R. Zavala                                  |         |
| Guerrero                  | 8        | No se eligió diputado                      |         | Sinaloa             | 2        | Andrés Magallón                                  |         |
| Hidalgo                   | 1        | Antonio Guerrero                           |         | Sinaloa             | 3        | Carlos M. Esquerro                               |         |
| Hidalgo                   | 2        | Leopoldo Ruiz                              |         | Sinaloa             | 4        | Cándido Avilés Isunza                            |         |
| Hidalgo                   | 3        | Alberto M. González                        |         | Sinaloa             | 5        | Emiliano C. García                               |         |
| Hidalgo                   | 4        | No se eligió diputado                      |         | Sonora              | 1        | Luis G. Monzón                                   |         |
| Hidalgo                   | 5        | Rafael Vega Sánchez                        |         | Sonora              | 2        | Flavio A. Bórquez                                |         |
| Hidalgo                   | 6        | No se eligió diputado                      |         | Sonora              | 3        | Ramón Ross                                       |         |
| Hidalgo                   | 7        | Alfonso Cravioto                           |         | Sonora              | 4        | Juan de Dios Bojórquez Suple a Eduardo G. García |         |
| Hidalgo                   | 8        | Crisóforo Aguirre Suple a Matías Rodríguez |         | Tabasco             | 1        | Rafael Martínez de Escobar                       |         |
| Hidalgo                   | 9        | Ismael Pintado Sánchez                     |         | Tabasco             | 2        | Antenor Sala                                     |         |
| Hidalgo                   | 10       | Refugio M. Mercado                         |         | Tabasco             | 3        | Carmen Sánchez Magallanes                        |         |
| Hidalgo                   | 11       | Alfonso Mayorga                            |         | Tamaulipas          | 1        | Pedro A. Chapa                                   |         |
| Jalisco                   | 1        | Luis Manuel Rojas                          |         | Tamaulipas          | 2        | Zeferino Fajardo                                 |         |
| Jalisco                   | 2        | Marcelino Dávalos                          |         | Tamaulipas          | 3        | Emiliano P. Nafarrate Ceceña                     |         |
| Jalisco                   | 3        | Federico E. Ibarra                         |         | Tamaulipas          | 4        | Fortunato de Leija                               |         |
| Jalisco                   | 4        | Manuel Dávalos Ornelas                     |         | Tepic, Terr. de     | 1        | Cristóbal Limón                                  |         |
| Jalisco                   | 5        | Francisco Martín del Campo                 |         | Tepic, Terr. de     | 2        | Marcelino Cedano                                 |         |
| Jalisco                   | 6        | Bruno Moreno                               |         | Tepic, Terr. de     | 3        | Juan Espinosa Bávara                             |         |
| Jalisco                   | 7        | Gaspar Bolaños V.                          |         | Tlaxcala            | 1        | Antonio Hidalgo Sandoval                         |         |
| Jalisco                   | 8        | Ramón Castañeda y Castañeda                |         | Tlaxcala            | 2        | Modesto González Galindo                         |         |
| Jalisco                   | 9        | Juan de Dios Robledo                       |         | Tlaxcala            | 3        | Ascensión Tépal                                  |         |
| Jalisco                   | 10       | Jorge Villaseñor                           |         | Veracruz            | 1        | No se eligió diputado                            |         |
| Jalisco                   | 11       | Amado Aguirre Santiago                     |         | Veracruz            | 2        | Saúl Rodiles                                     |         |
| Jalisco                   | 12       | José I. Solórzano                          |         | Veracruz            | 3        | Adalberto Tejeda Olivares                        |         |
| Jalisco                   | 13       | Ignacio Ramos Praslow                      |         | Veracruz            | 4        | Benito G. Ramírez                                |         |
| Jalisco                   | 14       | Francisco Labastida Izquierdo              |         | Veracruz            | 5        | Rodolfo Curti                                    |         |
| Jalisco                   | 15       | José Manzano                               |         | Veracruz            | 6        | Eliseo L. Céspedes                               |         |
| Jalisco                   | 16       | Joaquín Aguirre Berlanga                   |         | Veracruz            | 7        | Adolfo G. García                                 |         |
| Jalisco                   | 17       | Esteban Baca Calderón                      |         | Veracruz            | 8        | Josafat F. Márquez                               |         |
| Jalisco                   | 18       | Paulino Machorro y Narváez                 |         | Veracruz            | 9        | Alfredo Solares                                  |         |
| Jalisco                   | 19       | Sebastián Allende                          |         | Veracruz            | 10       | Alberto Román                                    |         |
| Jalisco                   | 20       | Rafael Ochoa                               |         | Veracruz            | 11       | Silvestre Aguilar                                |         |
| México                    | 1        | Aldegundo Villaseñor                       |         | Veracruz            | 12       | Ángel Juarico                                    |         |
| México                    | 2        | Fernando Moreno                            |         | Veracruz            | 13       | Heriberto Jara                                   |         |
| México                    | 3        | Enrique O'farril                           |         | Veracruz            | 14       | Victorino E. Góngora                             |         |
| México                    | 4        | Guillermo Ordorica                         |         | Veracruz            | 15       | Cándido Aguilar                                  |         |
| México                    | 5        | No se eligió diputado                      |         | Veracruz            | 16       | Marcelo Torres                                   |         |
| México                    | 6        | No se eligió diputado                      |         | Veracruz            | 17       | Galdino H. Casados                               |         |
| México                    | 7        | No se eligió diputado                      |         | Veracruz            | 18       | Juan de Dios Palma                               |         |
| México                    | 8        | José J. Reynoso                            |         | Veracruz            | 19       | Fernando A. Pereira                              |         |
| México                    | 9        | Jesús Fuentes Dávila                       |         | Yucatán             | 1        | Antonio Ancona Albertos                          |         |
| México                    | 10       | Macario Pérez Romero                       |         | Yucatán             | 2        | Enrique Recio Fernández                          |         |
| México                    | 11       | Antonio Aguilar                            |         | Yucatán             | 3        | Héctor Victoria Aguilar                          |         |
| México                    | 12       | Juan Manuel Giffard                        |         | Yucatán             | 4        | Manuel González Cepeda                           |         |
| México                    | 13       | José E. Franco                             |         | Yucatán             | 5        | Miguel Alonzo Romero                             |         |
| México                    | 14       | Enrique A. Enríquez                        |         | Zacatecas           | 1        | Adolfo Villaseñor                                |         |
| México                    | 15       | Donato Bravo Izquierdo                     |         | Zacatecas           | 2        | Julián Adame                                     |         |
| México                    | 16       | Rubén Martí                                |         | Zacatecas           | 3        | Dyer Jairo R.                                    |         |
| Michoacán                 | 1        | Francisco Ortiz Rubio                      |         | Zacatecas           | 4        | No se eligió diputado                            |         |
| Michoacán                 | 2        | Alberto Peralta                            |         | Zacatecas           | 5        | Rosendo A. López                                 |         |
| Michoacán                 | 3        | Cayetano Andrade López                     |         | Zacatecas           | 6        | No se eligió diputado                            |         |
| Michoacán                 | 4        | Uriel Áviles Suple a Salvador Herrejón     |         | Zacatecas           | 7        | Antonio Cervantes                                |         |
| Michoacán                 | 5        | Gabriel Cervera Riza                       |         | Zacatecas           | 8        | Juan Aguirre Escobar                             |         |
| Michoacán                 | 6        | Onésimo López Couto                        |         |                     |          |                                                  |         |

## Beneficio del constituyente
La consideración de las inquietudes y puesta en marcha del conjunto de intereses populares. Quedó como sello del congreso en la integración política y social, donde la incorporación de cada una de las decisiones reforzó las políticas de la democracia liberal en la Constitución de 1917.